# Åsa Nilsonne

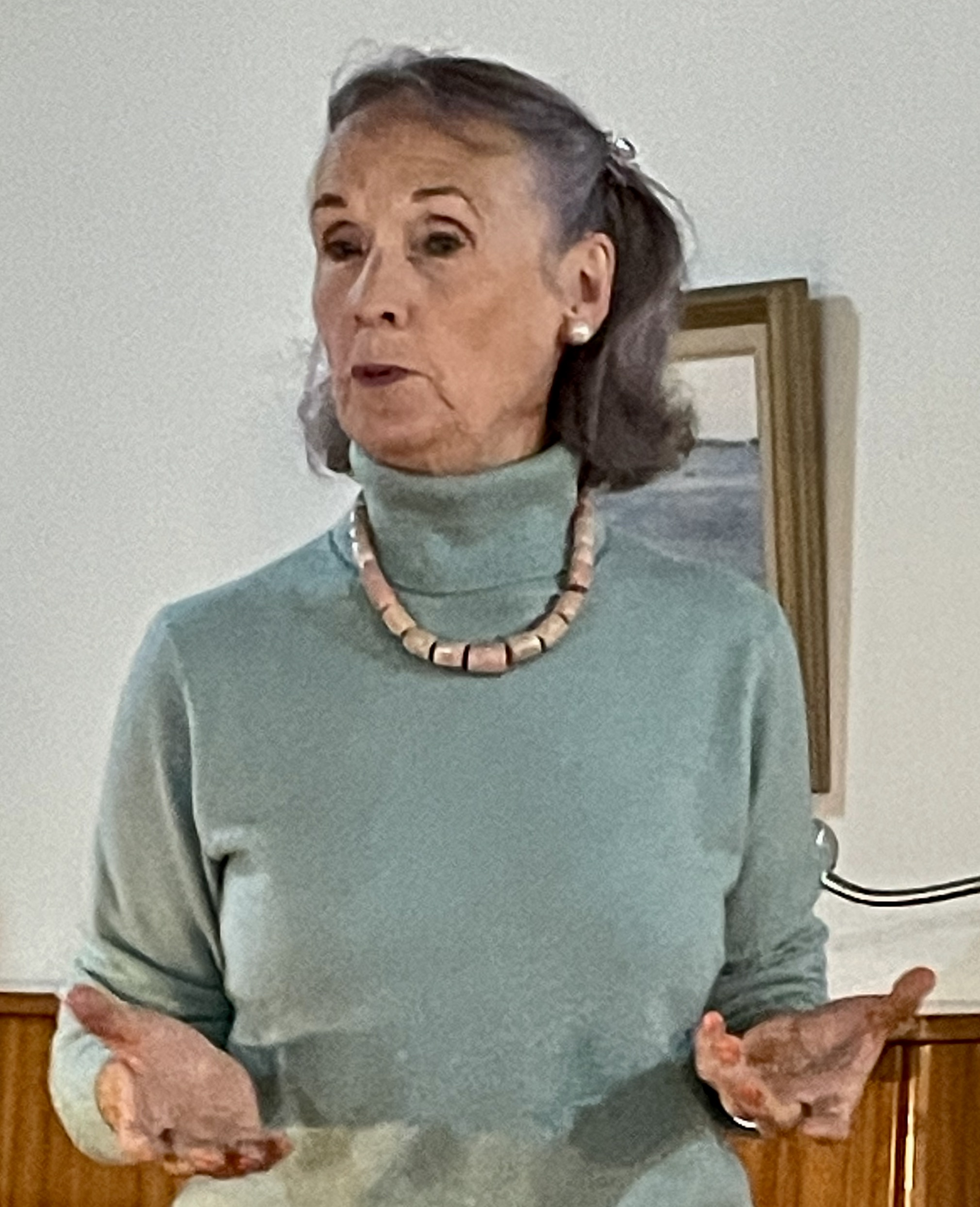
Åsa Nilsonne besökte i oktober 2024 Söderbergsällskapet och berättade då om sin roman Fru Gregorius.

Åsa Maria Nilsonne, född Sjölin 25 januari 1949, är en svensk psykiater och författare. Hon är professor emerita i medicinsk psykologi vid Karolinska Institutet samt författare av facklitteratur, kriminalromaner och skönlitterära romaner. 
Åsa Nilsonne är dotter till diplomaten Åke Sjölin och Maud Selander (1921–2018). Hon växte upp i Libanon, Etiopien, Thailand och Sverige. Hon blev  legitimerad läkare 1976.
Hennes bästsäljande fackbok är Vem är det som bestämmer i ditt liv? Om medveten närvaro (2004). Medveten närvaro är en översättning av engelskans mindfulness. I En passande död (2013) behandlar Nilsonne frågan om att skaffa sig en lämplig tid att dö, medan "livet är värdigt".
Huvudpersonen i hennes deckare är polisinspektör Monika Pedersen.
Hon hade även en podcast, Smärtpunkter, som behandlade ämnet smärta och undersökte varför människor har ont och vad de kan göra åt det. 

### Kriminalromaner om Monika Pedersen
- 1991 – Tunnare än blod
- 1992 – I det tysta
- 2000 – Kyskhetsbältet
- 2003 – Bakom ljuset
- 2006 – Ett liv att dö för

### Övriga romaner
- 2002 – Smärtbäraren
- 2013 – En passande död
- 2015 – H
- 2024 – Fru Gregorius

### Facklitteratur
- 2002 – Dialektisk beteendeterapi vid emotionellt instabil personlighetsstörning (med Anna Kåver)
- 2004 – Vem är det som bestämmer i ditt liv? Om medveten närvaro
- 2007 – Tillsammans: om medkänsla och bekräftelse (med Anna Kåver)
- 2009 – Mindfulness i hjärnan
- 2009 – Zelda och meningen med att ha hund (med Ulla Montan)
- 2017 – Processen : möten, mediciner, beslut
- 2020 – Mindfulness utan flum
- 2024 – Den jag blev i Addis Abeba: En diplomatdotters memoarer

## Priser och utmärkelser
- 2000 – Polonipriset